# 弾道技術・航空力学研究所
弾道技術・航空力学研究所(フランス語: Laboratoire de recherches balistiques et aérodynamiques、LRBA)は1945年に DEFA (Direction des Etudes et Fabrications d'Armements)の配下に設立された推進システム関係の研究機関である。1946年の5月から9月にかけてフランスはこの目的のためにヴェルノンを拠点とするLRBAを創設してフランスでのロケット開発の先駆者であるジャン＝ジャック・バールや後にアリアンのバイキングエンジンを開発する事になるハインツ・ブリュンゲルや磁気軸受を開発する事になるヘルムート・ハーベルマン(Helmut Habermann)を含む30人のV2ロケットの開発に携わったドイツ人技術者達を招聘してフランスのロケットの開発に取り組んだ。1946年8月にこのグループは既に後にアリアンロケットへと発展する液体推進系の開発に着手していた。
LRBAの当初の任務はV2の改良であった。1946年から1949年にかけてドイツのフランスの占領地でドイツ人技術者達に開発を進めさせたここでは2段階の計画が策定され、先ずはフランス国内でV2ロケットを量産と試験施設が必要で、そこでV2ロケットの発展型であるA8の開発と量産が予定された。1946年11月にアルジェリアのColomb-ベシャール近郊の施設がV2の飛行試験のために選定された。試験は順調に進むかに見えたが、1947年初頭にアメリカとソビエトがフランスが必要とした30機のV2の取得を阻み、そのため、アルジェリアで飛行試験を開始する事が出来なくなった。LRBAのドイツ人技術者達は4211計画の一環でフランスがA8の飛行試験を実施できるように開発を支援した。並行してジャン＝ジャック・バールのチームは4212計画の一環として純粋なフランス製ロケットであるEA1941の開発を進めた。1946年、バールは1000kmの距離に300kgの重量の弾頭を投射できる弾道ミサイルの試作機の開発を始めた。EOLEと名づけられたロケットは、EA1941の経験を生かした全長11m、直径80cm、重量は4.3トンのロケットであった。1950年から52年にかけて台上試験が行われたが試験機が爆発し、石油はエチルアルコールに置き換えられるなど変更が加えられた。バールはその後、ロケットを21mの斜面から打ち出さなければ、離陸時の安定に十分な速度に達することができないと気づいた。
ドイツ人の技術者のチームが開発に取り組んだA8を基に計画されたシュペルV-2ロケットは外見こそV2ロケットに似ていたものの、推力は40トンに強化され、射程を700kmに向上させる計画で、戦略兵器として有効な推進剤はケロシンと常温でも貯蔵可能な硝酸を酸化剤として使用するものになった。開発は主に理論面と硝酸の取り扱いと推力40トンのエンジンのガス発生器の地上試験が実施されたが、予算を並行する2計画に投じることは出来ないという政府の判断により、試作機を製造するための予算は拠出されず、1948年にシュペルV2計画は中止され、4トンの推力の液体燃料エンジンを搭載し、高度100kmの弾道飛行中に60kgの科学装置を運ぶことを目標とした1/10縮尺の縮小版のヴェロニク/4213計画になった。
生粋のフランス人達で構成されたバールのチームの開発していたEOLEは開発が難航し、実際の打ち上げ試験も行われたが、問題の解決を見ないまま計画は1952年12月に停止し、液体燃料ロケットの開発も中断した。
一方、バールのチームと並行して開発を進めていたドイツ人の技術者のチームが開発を進めていたヴェロニクロケットは誘導システムを持たず、推進剤加圧システムにターボポンプがないなど簡素化が行われたものの、当初は不安定燃焼の問題に突き当たったが、1954年に解決を果たし、アルジェリア南部のアマギールから試験機の打ち上げが行われた。以後、こちらがフランスのロケット開発の主流になる。
その後、国際地球観測年の一環として上層大気の研究が行われることとなり、より強力なヴェロニクAVIが作られた。これは200kmの高度に装置類を投入することを目的とした。予算上の理由から初打ち上げは1959年3月7日に行われた。これは失敗だったものの3日後に行われた2号機は137kmの高度に達し、上層大気で風を測定する化学的実験を行うことができた。同型機は1959年から1969年までの間に48機打ち上げられ、81.5％の成功を記録した。続いてヴェロニクAGIが開発され、生き物への加速度や振動の影響を研究するために利用された。ヴェロニクAGIは高度365kmに到達している。
1950年代中盤になるとより強力なロケットの開発が始まり、長さ10m程度、質量5トン、硝酸・テレビン油を推進剤として160 kN (16 tf)の推力を持つヴェスタ、275 kN (28.0 tf)の推力を持つエムロード、ディアマンを経てアリアンへと発展を遂げる。
1971年に防衛分野以外の組織がソシエテ・ユーロピーネ・デ・プロパルジオンに統合された。
2011年にヴェルノンの施設の閉鎖が決定されたが跡地の再開発は未定で土壌汚染の問題がある。